# Nefrotoksyczność
Nefrotoksyczność — toksyczny lub destrukcyjny wpływ niektórych substancji chemicznych na komórki nerek. Istnieje wiele form nefrotoksyczności.
Nefrotoksyczności nie należy mylić z faktem, że niektóre leki działają specjalnie na nerki i dostosowane są do zmniejszania czynności nerek (np. heparyna).